# 杵島郡
- 令制国一覧 > 西海道 > 肥前国 > 杵島郡
- 日本 > 九州地方 > 佐賀県 > 杵島郡

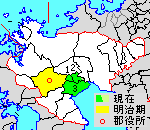
佐賀県杵島郡の位置（1.大町町 2.江北町 3.白石町 薄緑：後に他郡から編入した区域）

杵島郡（きしまぐん）は、佐賀県（肥前国）の郡。
人口35,937人、面積135.94km²、人口密度264人/km²。（2025年2月1日、推計人口）
以下の3町を含む。
- 大町町（おおまちちょう）
- 江北町（こうほくまち）
- 白石町（しろいしちょう）

## 郡域
1878年（明治11年）に行政区画として発足した当時の郡域は、下記の区域にあたる。
- 武雄市のほぼ全域（若木町大字桃川を除く）
- 多久市の一部（南多久町大字花祭）
- 大町町・白石町の全域
- 江北町の大部分（惣領分の一部を除く）

## 歴史

### 古代
杵島郡は、古くは「肥前国風土記」「延喜式」などに見えて、「和名抄」では「岐志万」と記す。 景行天皇が九州巡幸した時、この郡にある磐田杵之村（いはたきのむら）に御船を停泊させた。その時、従って来た船の牂戨（かし）の穴から自然と冷水が湧いたため、転じて杵島と呼ばれる。郡は多駄（大陀）・杵島（木之万）・能伊（乃意）・島見（志万美）の４郷である。

### 中世
鎌倉時代の主な在地領主は、塚崎の後藤氏・武雄社大宮司職を相伝する武雄氏・白石の白石氏などがある。
室町時代には、同郡では後藤氏が台頭していて、小城郡の千葉氏も勢力を伸ばしている。後藤氏は竜造寺氏と長らく対立していたが、龍造寺隆信の三男の家信が養子に入っている。以後、子孫は武雄鍋島家として続く。（肥前武雄領2万1600石（物成8640石）・龍造寺一門）

### 近世
江戸時代に全域が佐賀藩領になり、佐賀本藩領と蓮池領が混在していた。

### 近世以降の沿革
- 「旧高旧領取調帳」に記載されている明治初年時点での支配は以下の通り。（56村）

| 知行 | 知行           | 村数 | 村名 |
| ---- | -------------- | ---- | --- |
| 藩領 | 肥前佐賀藩     | 48村 | 上小田村、下小田村、八町村、大町村、佐留志村、惣領分村、山口村、福母村、福田村、福富下分村、福吉村、東郷村、今泉村、廿治村、福富東分村、福富西分村、戸ヶ里村、辺田村、田野上村、坂田村、深浦村、築切村、牛屋村、横手村、遠江村、大崎村、大渡村、馬洗村、湯崎村、堤村、志久村、芦原村、中野村、川古村、富岡村、永島村、武雄村、甘久村、鳥海村、犬走村、袴野村、真手野村、永野村、大野村、神六村、宮野村、三間坂村、小田志村 |
| 藩領 | 肥前蓮池藩     | 5村  | 川上村、山中村、上野村、上滝村、成瀬村 |
| 藩領 | 佐賀藩・蓮池藩 | 3村  | 本部村、大日村、片白村 |

- 明治4年
  - 7月14日（1871年8月29日） - 廃藩置県により、藩領が佐賀県（第1次）、蓮池県の管轄となる。
  - 11月14日（1871年12月25日） - 第1次府県統合により伊万里県の管轄となる。
- 明治5年5月29日（1872年7月4日） - 佐賀県（第2次）の管轄となる。
- 明治初年
  - 福富東分村・福富西分村が合併して福富村となる。
  - 川上村が中野村の、山中村が本部村の、上野村が永島村の、上滝村が富岡村の、成瀬村が芦原村のそれぞれ枝村扱いとなる。（50村）
- 明治9年（1876年）
  - 4月18日 - 第2次府県統合により三潴県の管轄となる。
  - 5月24日 - 長崎県の管轄となる。
- 明治11年（1878年）10月28日 - 郡区町村編制法の長崎県での施行により、行政区画としての杵島郡が発足。郡役所が武雄村に設置。
- 明治16年（1883年）5月9日 - 佐賀県（第3次）の管轄となる。

### 町村制以降の沿革

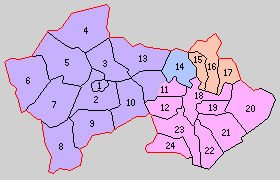
1.武雄町 2.武雄村 3.朝日村 4.若木村 5.武内村 6.住吉村 7.中通村 8.西川登村 9.東川登村 10.橘村 11.橋下村 12.須古村 13.北方村 14.大町村 15.小田村 16.山口村 17.佐留志村 18.六角村 19.福治村 20.福富村 21.北有明村 22.南有明村 23.錦江村 24.竜王村（紫：武雄市 橙：江北町 桃：白石町 青：合併なし）

- 明治22年（1889年）4月1日 - 町村制の施行により、以下の町村が発足。（1町23村）
  - 武雄町 ← 武雄村［柄崎・下西山および竹下・北ノ浦の各一部］、富岡村［富岡・八並］（現・武雄市）
  - 武雄村 ← 武雄村［上記を除く］、富岡村［上記を除く］、永島村［永島・花島・溝ノ上］（現・武雄市）
  - 朝日村 ← 甘久村、中野村、芦原村［元射場］、片白村［二俣］（現・武雄市）
  - 若木村 ← 川古村、本部村、西松浦郡桃川村［一部］（現・武雄市）
  - 武内村 ← 三間坂村［大部分］、真手野村（現・武雄市）
  - 住吉村 ← 宮野村、大野村（現・武雄市）
  - 中通村 ← 鳥海村、犬走村、三間坂村［一部］（現・武雄市）
  - 西川登村 ← 小田志村、神六村（現・武雄市）
  - 東川登村 ← 永野村、袴野村（現・武雄市）
  - 橘村 ← 大日村、片白村［二俣を除く］、永島村［永島・花島・溝ノ上を除く］、芦原村［成瀬］（現・武雄市）
  - 橋下村 ← 大渡村（現・武雄市、白石町）、芦原村［元射場・成瀬を除く］（現・武雄市）
  - 須古村 ← 堤村、馬洗村、湯崎村（現・白石町）
  - 北方村 ← 大崎村、志久村（現・武雄市）
  - 大町村 ← 大町村、福母村（現・大町町）
  - 小田村 ← 上小田村、下小田村（現・江北町）
  - 山口村 ← 山口村［大部分］、八町村（現・江北町）
  - 佐留志村 ← 佐留志村、惣領分村（現・江北町）
  - 六角村 ← 東郷村、今泉村、廿治村［江越村分・吉村分］、福吉村［大戸・深通］（現・白石町）
  - 福治村 ← 福田村、福吉村［大戸・深通を除く］、廿治村［南廿治村分・北廿治村分］（現・白石町）
  - 福富村 ← 福富村、福富下分村（現・白石町）
  - 北有明村 ← 築切村、遠江村（現・白石町）
  - 南有明村 ← 牛屋村、横手村（現・白石町）
  - 錦江村 ← 戸ヶ里村、辺田村、田野上村（現・白石町）
  - 竜王村 ← 深浦村、坂田村（現・白石町）
  - 山口村の一部が小城郡南多久村の一部となる。
- 明治30年（1897年）6月1日 - 郡制を施行。
- 明治33年（1900年）6月7日 - 武雄村が武雄町に編入。（1町22村）
- 大正12年（1923年）4月1日 - 郡会が廃止。郡役所は存続。
- 大正15年（1926年）7月1日 - 郡役所が廃止。以降は地域区分名称となる。
- 昭和7年（1932年）4月1日 - 小田村・山口村・佐留志村が合併して江北村が発足。（1町20村）
- 昭和11年（1936年）
  - 1月1日 - 大町村が町制施行して大町町となる。（2町19村）
  - 4月1日 - 福治村が町制施行・改称して白石町となる。（3町18村）
- 昭和19年（1944年）4月29日 - 北方村が町制施行して北方町となる。（4町17村）
- 昭和27年（1952年）4月1日 - 江北村が町制施行して江北町となる。（5町16村）
- 昭和29年（1954年）4月1日（4町9村）
  - 住吉村・中通村が合併して山内村が発足。
  - 武雄町・朝日村・橘村・若木村・武内村・東川登村・西川登村が合併して武雄市が発足し、郡より離脱。
- 昭和30年（1955年）
  - 4月1日 - 錦江村・竜王村が合併して有明村が発足。（4町8村）
  - 7月20日 - 白石町・六角村・須古村が合併し、改めて白石町が発足。（4町6村）
  - 9月30日 - 南有明村・有明村が合併し、改めて有明村が発足。（4町5村）
- 昭和31年（1956年）
  - 4月1日 - 橋下村が分割し、一部（芦原および大渡の一部）が北方町に、残部（大渡の残部）が白石町にそれぞれ編入。（4町4村）
  - 7月1日 - 北有明村が白石町に編入。（4町3村）
  - 9月30日 - 江北町が小城郡砥川村の一部（下砥川のうち江口・正徳地区）を編入。
- 昭和35年（1960年）9月1日 - 山内村が町制施行して山内町となる。（5町2村）
- 昭和37年（1962年）10月1日 - 有明村が町制施行して有明町となる。（6町1村）
- 昭和42年（1967年）4月1日 - 福富村が町制施行して福富町となる。（7町）
- 平成17年（2005年）1月1日 - 白石町・福富町・有明町が合併し、改めて白石町が発足。（5町）
- 平成18年（2006年）3月1日 - 山内町・北方町が武雄市と合併し、改めて武雄市が発足、郡より離脱。（3町）

### 変遷表
| 明治22年以前 | 明治22年4月1日      | 明治22年 - 昭和19年            | 昭和20年 - 昭和34年                              | 昭和20年 - 昭和34年                              | 昭和35年 - 昭和64年  | 平成1年 - 現在        | 現在   |
| ------------ | ------------------- | ------------------------------ | ------------------------------------------------ | ------------------------------------------------ | -------------------- | --------------------- | ------ |
|              | 武雄町              | 武雄町                         | 昭和29年4月1日 武雄市                            | 昭和29年4月1日 武雄市                            | 武雄市               | 平成18年3月1日 武雄市 | 武雄市 |
|              | 武雄村              | 明治33年6月7日 武雄町に編入    | 昭和29年4月1日 武雄市                            | 昭和29年4月1日 武雄市                            | 武雄市               | 平成18年3月1日 武雄市 | 武雄市 |
|              | 朝日村              | 朝日村                         | 昭和29年4月1日 武雄市                            | 昭和29年4月1日 武雄市                            | 武雄市               | 平成18年3月1日 武雄市 | 武雄市 |
|              | 若木村              | 若木村                         | 昭和29年4月1日 武雄市                            | 昭和29年4月1日 武雄市                            | 武雄市               | 平成18年3月1日 武雄市 | 武雄市 |
|              | 武内村              | 武内村                         | 昭和29年4月1日 武雄市                            | 昭和29年4月1日 武雄市                            | 武雄市               | 平成18年3月1日 武雄市 | 武雄市 |
|              | 東川登村            | 東川登村                       | 昭和29年4月1日 武雄市                            | 昭和29年4月1日 武雄市                            | 武雄市               | 平成18年3月1日 武雄市 | 武雄市 |
|              | 西川登村            | 西川登村                       | 昭和29年4月1日 武雄市                            | 昭和29年4月1日 武雄市                            | 武雄市               | 平成18年3月1日 武雄市 | 武雄市 |
|              | 橘村                | 橘村                           | 昭和29年4月1日 武雄市                            | 昭和29年4月1日 武雄市                            | 武雄市               | 平成18年3月1日 武雄市 | 武雄市 |
|              | 住吉村              | 住吉村                         | 昭和29年4月1日 山内村                            | 昭和29年4月1日 山内村                            | 昭和35年9月1日 町制  | 平成18年3月1日 武雄市 | 武雄市 |
|              | 中通村              | 中通村                         | 昭和29年4月1日 山内村                            | 昭和29年4月1日 山内村                            | 昭和35年9月1日 町制  | 平成18年3月1日 武雄市 | 武雄市 |
|              | 北方村              | 昭和19年4月29日 町制           | 北方町                                           | 北方町                                           | 北方町               | 平成18年3月1日 武雄市 | 武雄市 |
|              | 橋下村              | 橋下村                         | 昭和31年4月1日 北方町に編入 （芦原、大渡の一部） | 昭和31年4月1日 北方町に編入 （芦原、大渡の一部） | 北方町               | 平成18年3月1日 武雄市 | 武雄市 |
|              | 橋下村              | 橋下村                         | 昭和31年4月1日 白石町に編入 （大渡の一部）       | 昭和31年4月1日 白石町に編入 （大渡の一部）       | 白石町               | 平成17年1月1日 白石町 | 白石町 |
|              | 福治村              | 昭和11年4月1日 町制改称 白石町 | 昭和30年7月20日 白石町                           | 昭和30年7月20日 白石町                           | 白石町               | 平成17年1月1日 白石町 | 白石町 |
|              | 須古村              | 須古村                         | 昭和30年7月20日 白石町                           | 昭和30年7月20日 白石町                           | 白石町               | 平成17年1月1日 白石町 | 白石町 |
|              | 六角村              | 六角村                         | 昭和30年7月20日 白石町                           | 昭和30年7月20日 白石町                           | 白石町               | 平成17年1月1日 白石町 | 白石町 |
|              | 北有明村            | 北有明村                       | 昭和31年7月1日 白石町に編入                      | 昭和31年7月1日 白石町に編入                      | 白石町               | 平成17年1月1日 白石町 | 白石町 |
|              | 南有明村            | 南有明村                       | 南有明村                                         | 昭和30年9月30日 有明村                           | 昭和37年10月1日 町制 | 平成17年1月1日 白石町 | 白石町 |
|              | 錦江村              | 錦江村                         | 昭和30年4月1日 有明村                            | 昭和30年9月30日 有明村                           | 昭和37年10月1日 町制 | 平成17年1月1日 白石町 | 白石町 |
|              | 竜王村              | 竜王村                         | 昭和30年4月1日 有明村                            | 昭和30年9月30日 有明村                           | 昭和37年10月1日 町制 | 平成17年1月1日 白石町 | 白石町 |
|              | 福富村              | 福富村                         | 福富村                                           | 福富村                                           | 昭和42年4月1日 町制  | 平成17年1月1日 白石町 | 白石町 |
|              | 大町村              | 昭和11年1月1日 町制            | 大町町                                           | 大町町                                           | 大町町               | 大町町                | 大町町 |
|              | 小田村              | 昭和7年4月1日 江北村           | 昭和27年4月1日 町制                              | 昭和27年4月1日 町制                              | 江北町               | 江北町                | 江北町 |
|              | 山口村              | 昭和7年4月1日 江北村           | 昭和27年4月1日 町制                              | 昭和27年4月1日 町制                              | 江北町               | 江北町                | 江北町 |
|              | 佐留志村            | 昭和7年4月1日 江北村           | 昭和27年4月1日 町制                              | 昭和27年4月1日 町制                              | 江北町               | 江北町                | 江北町 |
|              | 小城郡 砥川村の一部 | 小城郡 砥川村の一部            | 昭和31年9月30日 江北町に編入                     | 昭和31年9月30日 江北町に編入                     | 江北町               | 江北町                | 江北町 |

## 行政
長崎県杵島郡長
| 代 | 氏名 | 就任年月日                 | 退任年月日               | 備考         |
| -- | ---- | -------------------------- | ------------------------ | ------------ |
| 1  |      | 明治11年（1878年）10月28日 |                          |              |
|    |      |                            | 明治16年（1883年）5月8日 | 佐賀県に移管 |

佐賀県杵島郡長
| 代 | 氏名 | 就任年月日               | 退任年月日                | 備考                   |
| -- | ---- | ------------------------ | ------------------------- | ---------------------- |
| 1  |      | 明治16年（1883年）5月9日 |                           |                        |
|    |      |                          | 大正15年（1926年）6月30日 | 郡役所廃止により、廃官 |

杵島郡長を務めた主な人物
- 二位景暢